# St. Katharina (Steigerthal)

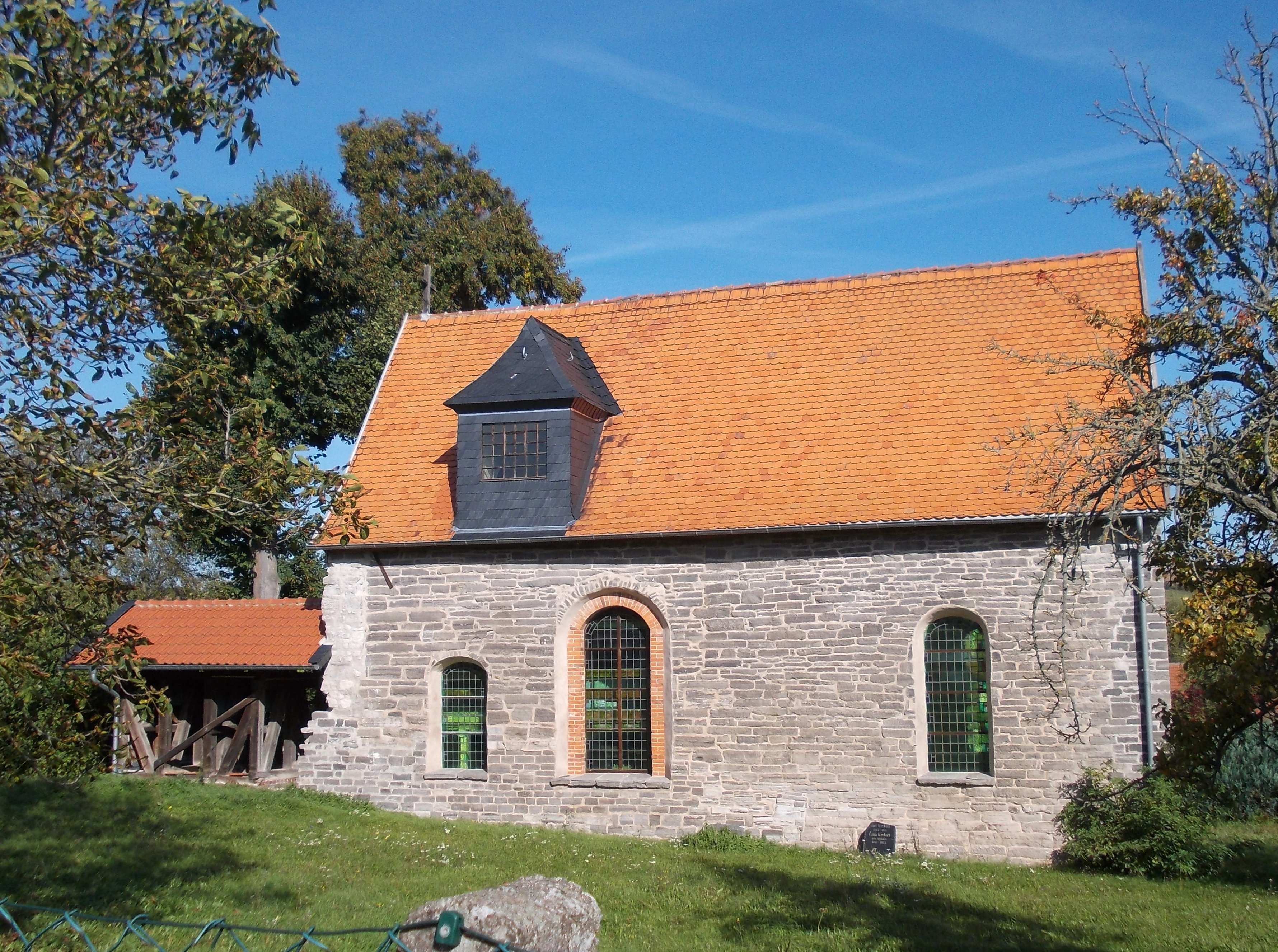
Die Kirche

Die evangelische Dorfkirche St. Katharina steht im Ortsteil Steigerthal der Stadt Nordhausen in Thüringen.

## Geschichte
Die Dorfkirche soll bereits seit dem 12. Jahrhundert als Gründung Walkenrieder Mönche bestanden haben. Sie wurde 1506 urkundlich als Pfarrkirche in Steigerthal erstmals erwähnt.
Sie wurde außen und innen mehrfach baulich verändert. Der Kirchturm wurde einst wegen Baufälligkeit abgerissen. Die drei Glocken wurden in einem nebenstehenden Glockenhaus untergebracht. Es sind Glocken aus dem ehemaligen Kloster Himmelgarten vor den Toren der Stadt Nordhausen.
Der jetzige Zustand der Kirche geht auf einen Umbau im 17. Jahrhundert zurück. An der Stirnseite des Orgelprospekts sind sieben Mitglieder der Steigerthaler Landwehr verewigt worden, die am 18. Juni 1815 in der Schlacht bei Waterloo mit gekämpft haben.